# CineForm
CineForm — семейство продуктов для нелинейного монтажа цифрового видео высокой четкости американской компании CineForm Inc.

## Разновидности формата CineForm
Aspect HD - плагин для программы Adobe Premiere для поддержки HD-видео. Не поддерживается.
Prospect HD - 10 битный кодер высокого разрешения. Не поддерживается.
CineForm RAW - RAW кодер
CineForm 444 - 12 битный кодер RGB с цветовой субдискретизацией 4:4:4
Prospect 4K, Neo 4K - кодеки с поддержкой разрешения 4K. Не поддерживается.
Neo3D - поддержка 3D видео с разрешением до 8К. Не поддерживается.
После покупки компании Cineform Inc компанией GoPro, были выделены три монтажных решения:
NeoScene - монтаж в реальном времени видео с камер AVCHD / HDV / Canon 5D MarkII/7D
GoPro Cineform Studio Premium - монтажное решение для любых форматов файлов c разрешением от HD до 4K преобразует CineForm практически все форматы камер от HDV до цифрового кинокамер 6K, DSLR, 3D-камер, а также файловых форматов, включая TIF и DPX.
GoPro Cineform Studio Professional - профессиональный 3D-монтаж для создания цифрового кино и вещания

## История
В 2001 году CineForm Inc начала поставку первых продуктов для монтажа HD видео.
В 2003 году CineForm выпускает плагин Aspect HD для программы Adobe Premiere, который был разработан специально для работы в Adobe Premiere с видео высокой четкости и, в частности, с камерой JVC JY-HD10U. Плагин позволял осуществлять монтаж HD-видео, а также видео стандартной чёткости. Aspect HD включала широкий набор монтажных переходов, эффектов, возможность использования цветовой коррекции, наложения титров и графики в реальном времени. 
В 2004 году CineForm Prospect HD стал первым 10-битным кодером, используемым для выпуска фильмокопии художественного фильма, которая была напечатана обратно на 35-мм киноплёнку из сжатого источника - «Через пыль к победе» () Дэна Браун.
В 2006 году CineForm представил первый RAW формат сжатия для одно-матричных камер - CineForm RAW.
Также в 2006 году компания Microsoft выбрала CineForm компрессию в качестве формата для его долговременного архива всех ТВ и видео программ Xbox Live. Сегодня Microsoft использует более 2000 терабайт для хранения файлов CineForm, которые используются для структуры распределения Xbox Live.
В 2007 году CineForm представила первый 12-битный RGB формат сжатия - CineForm 444 - совместимый с обеими ОС Windows и Mac.
В 2008 году введены монтажные системы CineForm Prospect 4K и Neo 4K для Windows и Mac.
В 2009 году обладатель Оскара Миллионер из трущоб стал первым цифровым фильмом, выигравшим награду за лучший фильм и лучшую операторскую работу. Около 70% изображений в Миллионере из трущоб были получены с камеры Silicon Imaging SI-2K, которая записывает непосредственно со сжатием CineForm RAW.
Также в 2009 году CineForm начала поставки своего программного обеспечения Neo3D, которое позволяет производить полнофункциональный монтаж 3D-видео, совместимый со многими системами монтажа, предназначенными только для видео 2D, таких как Adobe Premiere Pro и Apple Final Cut Pro. 
В 2010 году 3D-фильм Phish 3D стал первым проектом полного цикла производства Neo3D, начиная со съёмок, затем монтаж в Final Cut Pro, и записан обратно на плёнку для распространения, всё с использованием файлов CineForm стерео (3D). 
К середине 2010 года Neo3D стал совместим с Media Composer v5, в результате чего стали совместимы 3D-системы нелинейного монтажа для всех основных платформ : Adobe, Apple, Avid и Sony.
В 2011 году CineForm была приобретена GoPro.
В 2012 году GoPro поддерживает SMPTE в принятии кодека CineForm как стандарта сжатия видео VC-5, в целях создания открытого стандарта видеосжатия для видеозахвата и постпродакшн.. Проект стандарта ST 2073 находится в стадии подготовки, завершение которой планируется в третьем квартале 2013 года.
В 2014 году кодек CineForm был утверждён в качестве стандарта видеокомпрессии SMPTE ST 2073 VC-5.

## Кодек CineForm Intermediate
CineForm Intermediate — проприетарный кодек на основе вейвлет-технологий, разработанный Дэвидом Ньюманом и Брайаном Шунком для CineForm Inc. Вейвлет-алгоритмы основаны на концепции кратномасштабного анализа, где всё изображение анализируется и затем сжимается. В отличие от классических моделей сжатия с дискретно-косинусным преобразованием (ДКП), применяющихся в таких кодеках, как DV, MJPEG, MPEG и JPEG, где изображение разбивается на блоки, в кодеке с двумерным вейвлет-преобразованием изображение разбивается на поддиапазоны через систему фильтрации. В результате, вейвлет-сжатие оставляет изображение более «естественным», а при высокой степени сжатия производит сглаживание высокочастотных деталей. В виду отсутствия разбиения изображения на блоки, границы которых могут быть заметны, визуально качество значительно выше, чем при использовании кодеков с ДКП.
При разработке кодека CineForm были поставлены следующие цели:
- Поддержание чрезвычайно высокой четкости изображения на всех этапах кинопроизводства постпродакшн, в том числе высокой битной точностью, обладающей высоким отношением сигнал-шум.
- Быстрая работа на основе архитектуры процессоров Intel так, что несколько потоков могут обрабатываться в реальном времени без необходимости использования специализированного оборудования.

### Проектные характеристики кодека CineForm
- Полнокадровое вейвлет-преобразование. «Полнокадровое» означает, что всё изображение преобразуется без разбиения на «блоки», которые являются основой для кодеков с ДКП-преобразованием (JPEG, MPEG, AVCHD, и т.д.) и могут вызывать повяление артефактов в сложных последовательностях кадров. Cineform свободен от данных искажений.
- Цветовые пространства и разрядность: 
  - 10-битное YUV 4:2:2
  - 12-битное RGB 4:4:4
  - 12-битное RGB(A) 4:4:4:4
  - 12-битное RAW Bayer
- Пространственное разрешение: без ограничения
- Скорость передачи данных: переменная (постоянное качество)
- Настройки качества кодирования: 6 (выбирается пользователем)
- Симметрия: симметричная скорость для кодирования и декодирования
- Кратномасштабное декодирование: вейвлет-алгоритмы позволяют декодировать изображение одновременно с высоким и более низким разрешением, что является полезным свойством в режиме воспроизведения или в других приложениях постпродакшн. В частности, допускается возможность декодировать до ½ или ¼ разрешения в каждом измерении, при этом используя меньшую нагрузку на процессор по сравнению с декодированием с полным разрешением. Программное обеспечение CineForm во время монтажа может динамически использовать эту возможность.

### Скорость потока и размер файла

#### CineForm 444
При одинаковом разрешении размер файлов CineForm 444 примерно в два раза больше по сравнению с эквивалентными файлами YUV 4:2:2. Таким образом, при разрешении 1920x1080 пикселей файл CineForm 444 будет около 40 МБайт/с. А при разрешении 4K — будет в диапазоне от 60 МБ/с (200 ГБ/ч) до 90 МБ/с (300 ГБ/час).

#### CineForm RAW
- 2K CineForm RAW, как правило, находится в диапазоне от 15 МБ/с.
- CineForm 4K RAW, как правило, в диапазоне от 30 МБ/с до 50 МБ/с.[9]

### Сравнение решений Cineform
Линейка Neo по характеристикам не отличалась от Aspect/Prospect, однако не имела поддержки движка Premiere Pro RT. В этой таблице указаны устаревшие на данный момент линейки продукции Cineform.
| Cineform             | Разрешение    | Разрядность   | Формат цветности                           | Стандарты                                                      | Поддержка 3D |
| -------------------- | ------------- | ------------- | ------------------------------------------ | -------------------------------------------------------------- | ------------ |
| Aspect HD/ NEO HDV   | 1440x1080     | 8 бит         | YUV 4:2:2                                  | 480i/p, 576p, 720p (60/30/25/24p), 1080i/p (60/50i, 30/25/24p) | нет          |
| Prospect HD/ NEO HD< | 1920x1080     | 10 бит        | YUV 4:2:2                                  | 480i/p, 576i/p, 720p, 1080i/p                                  | нет          |
| Prospect 4K/ Neo 4K  | до 4К и более | 10 бит 12 бит | YUV 4:2:2 RGB 4:4:4 RGBA 4:4:4:4 RAW Bayer | 480i/p, 576i/p, 720p, 1080i/p, 2Kp, 3Kp, 4Kp                   | нет          |
| Neo3D                | до 8K и более | 10 бит 12 бит | YUV 4:2:2 RGB 4:4:4 RGBA 4:4:4:4 RAW Bayer | 480i/p, 576i/p, 720p, 1080i/p, 2Kp, 3Kp, 4Kp                   | Да           |

Поколение GoPro
| Cineform                           | Стандарты                                    | Разрядность   | Формат цветности                           | Поддержка 3D |
| ---------------------------------- | -------------------------------------------- | ------------- | ------------------------------------------ | ------------ |
| Neo Scene                          | 720p, 1080i/p                                | 10 бит        | YUV 4:2:2                                  | Нет          |
| GoPro Cineform Studio Professional | 480i/p, 576 i/p, 720p, 1080i/p 2Kp, 3Kp, 4Kp | 10 бит 12 бит | YUV 4:2:2 RGB 4:4:4 RGBA 4:4:4:4 RAW Bayer | Да           |
| GoPro Cineform Studio Premium      | 480i/p, 576 i/p, 720p, 1080i/p 2Kp, 3Kp, 4Kp | 10 бит 12 бит | YUV 4:2:2 RGB 4:4:4 RGBA 4:4:4:4 RAW Bayer | Да           |